# Personaggi illustri sepolti nel Cimitero Monumentale di Staglieno
Di seguito una lista di personaggi famosi che sono tumulati o sepolti, o lo sono stati, nel Cimitero monumentale di Staglieno di Genova, con indicazione, ove disponibile, della relativa collocazione del monumento funebre.
| Persona                          | Nascita               | Morte                 | Immagine | Tomba | Ref                                                                |
| -------------------------------- | --------------------- | --------------------- | -------- | ----- | ------------------------------------------------------------------ |
| Giacomo Pastorino                | 1980-06-07            |                       |          |       |                                                                    |
| Pierino Beccari                  |                       |                       |          |       |                                                                    |
| Giovanni Battista Castagnola     |                       |                       |          |       |                                                                    |
| Benjamin Whitehead               |                       |                       |          |       |                                                                    |
| Ada Carrena                      |                       |                       |          |       |                                                                    |
| Elisa Falcone                    |                       |                       |          |       |                                                                    |
| Giacomo Borgonovo                |                       |                       |          |       |                                                                    |
| Teresa Della Casa                |                       |                       |          |       |                                                                    |
| Carlo Casella                    |                       |                       |          |       |                                                                    |
| Bartolemeo Queirolo              |                       |                       |          |       |                                                                    |
| Nicola Bertollo                  |                       |                       |          |       |                                                                    |
| Giuseppe Venzano                 |                       |                       |          |       |                                                                    |
| Entella Contini                  |                       |                       |          |       |                                                                    |
| Raffaele Gandolfo                |                       |                       |          |       |                                                                    |
| Giacomo Queirolo                 |                       |                       |          |       |                                                                    |
| Bernardo Figari                  |                       |                       |          |       |                                                                    |
| Giulia Ferralasco                |                       |                       |          |       |                                                                    |
| Edoardo Canali                   |                       |                       |          |       |                                                                    |
| Nicolò Lavarello                 |                       |                       |          |       |                                                                    |
| Julia Morison Bentley            |                       |                       |          |       |                                                                    |
| Carlotta di Sassonia-Meiningen   | 1751-09-11            | 1827-04-25            |          |       |                                                                    |
| Carlo Barabino                   | 1768-02-11            | 1835-09-03            |          |       | Pantheon LXXVIII                                                   |
| Giovanni Torti                   | 1774-06-24            | 1852-02-15            |          |       |                                                                    |
| Maria Drago                      | 1774-01-31            | 1852-08-08            |          |       |                                                                    |
| Gian Carlo Di Negro              | 1769-07-14            | 1857                  |          |       |                                                                    |
| Eleuterio Felice Foresti         | 1793-02-20            | 1858                  |          |       |                                                                    |
| Francesco Costantino Marmocchi   | 1805-08-26            | 1858-09-09            |          |       |                                                                    |
| Giovanni Ansaldo                 | 1815                  | 1859                  |          |       |                                                                    |
| Vincenzo Ricci                   | 1804-05-17            | 1861-05-17            |          |       | Pantheon LXXVI                                                     |
| Felice Romani                    | 1788-01-31            | 1865-01-28            |          |       |                                                                    |
| Francesco Bartolomeo Savi        | 1820-01-17            | 1865-03-30            |          |       |                                                                    |
| Lorenzo Pareto                   | 1800-12-14            | 1865-06-19            |          |       | Pantheon LXXVII                                                    |
| Ippolito D'Aste                  | 1810                  | 1866-09-13            |          |       |                                                                    |
| Pietro Lorenzo Damele            | 1837-04-13            | 1866-10-23            |          |       |                                                                    |
| Giuseppe II Gaggini              | 1791-04-25            | 1867-05-02            |          |       |                                                                    |
| Michele Canzio                   | 1787-10-01            | 1868 1868-09-09       |          |       | Pantheon II                                                        |
| Raffaele Pienovi                 | 1779                  | 1870                  |          |       |                                                                    |
| Antonio Caveri                   | 1811-04-02            | 1870-02-23            |          |       | Pantheon III                                                       |
| Domenico Chiodo                  | 1823-10-30            | 1870-03-18            |          |       | Pantheon LXXV                                                      |
| Giorgio Mameli                   | 1798-04-24            | 1871-04-09            |          |       |                                                                    |
| Giovanni B. Resasco              | 1798-03-04            | 1872-01-04            |          |       | Pantheon I                                                         |
| Giuseppe Mazzini                 | 1805-06-22            | 1872-03-10            |          |       |                                                                    |
| Clelia Melchioni Tagliacarne     | 1818-01               | 1872-04-03            |          |       | PORTICATO INFERIORE A PONENTE SESSANTANOVESIMO/SETTANTESIMO ARCONE |
| David Chiossone                  | 1820-10-29            | 1873-08-25            |          |       |                                                                    |
| Nino Bixio                       | 1821-10-02            | 1873-12-16            |          |       | Pantheon IV                                                        |
| Rocco Piaggio                    | 1805                  | 1875                  |          |       |                                                                    |
| Giuseppe Morro                   | 1806                  | 1875-07-18            |          |       |                                                                    |
| Ottavio Lazotti                  | 1808                  | 1879                  |          |       |                                                                    |
| Domenico Serra                   | 1805-12-21            | 1879-05-30            |          |       |                                                                    |
| Antonio Mosto                    | 1834-07-12            | 1880                  |          |       |                                                                    |
| Raffaele Rubattino               | 1810-10-10 1809       | 1881-11-02            |          |       |                                                                    |
| Domenico de Ferrari              | 1804-03-21            | 1882-03-14            |          |       | Pantheon V                                                         |
| Carlo Bombrini                   | 1804-10-03            | 1882-03-15            |          |       | Pantheon LXXIV                                                     |
| Caterina Campodonico             | 1804                  | 1882-07-07            |          |       |                                                                    |
| Paolo Giacometti                 | 1816-03-19            | 1882-08-31            |          |       |                                                                    |
| Federico Campanella              | 1804-07-10            | 1884                  |          |       |                                                                    |
| Domenico Balduino                | 1824                  | 1885                  |          |       |                                                                    |
| Santo Varni                      | 1807-11-01            | 1885-01-11            |          |       |                                                                    |
| Serafino Amedeo De Ferrari       | 1824-05-06            | 1885-03-27            |          |       |                                                                    |
| Michele Novaro                   | 1818-12-23 1822-12-23 | 1885-10-21            |          |       |                                                                    |
| Enrico Razetto                   | 1840-01-02            | 1887-11-09            |          |       |                                                                    |
| Cesare Cabella                   | 1807-02-02            | 1888-04-02            |          |       | Pantheon LXXIII                                                    |
| Gerolamo Da Passano              | 1818-10-31            | 1889-03-14            |          |       |                                                                    |
| Michele Giuseppe Canale          | 1808-12-23            | 1890-06-04            |          |       |                                                                    |
| Giovanni Battista Cevasco        | 1817                  | 1891-01-12            |          |       |                                                                    |
| Stefano Castagnola               | 1825-08-03            | 1891-09-11            |          |       |                                                                    |
| Giovanni Ricci                   | 1813-03-29            | 1892-10-11            |          |       | Pantheon VI                                                        |
| Camillo Sivori                   | 1815-10-25            | 1894-02-19            |          |       | Pantheon LXXII                                                     |
| Andrea Podestà                   | 1832-05-26            | 1895-03-04            |          |       |                                                                    |
| Alfred Noack                     | 1833-05-25            | 1895-11-21            |          |       |                                                                    |
| Antonio Burlando                 | 1823-12-02            | 1895-11-23            |          |       |                                                                    |
| Zica Monteiro                    | 1870-01-16            | 1897                  |          |       |                                                                    |
| Maurizio Dufour                  | 1826-07-08            | 1897-08-17            |          |       |                                                                    |
| Constance Lloyd                  | 1859-01-02            | 1898-04-07            |          |       |                                                                    |
| Lazzaro Gagliardo                | 1835-02-08            | 1899-03-25            |          |       |                                                                    |
| Davide Cesare Uziel              | 1835-01-25            | 1899-07-21            |          |       |                                                                    |
| Emanuele Celesia                 | 1821-08-03            | 1899-11-24            |          |       |                                                                    |
| Luigi Maria d'Albertis           | 1841-11-21            | 1901-09-02            |          |       |                                                                    |
| Giovan Battista Magnaghi         | 1839-03-21            | 1902-06-21            |          |       |                                                                    |
| Vincenzo Capellini               | 1841                  | 1902-12-11            |          |       | Pantheon VII                                                       |
| Claudio Leigheb                  | 1846-08-20            | 1903-11-14            |          |       |                                                                    |
| Luigi Arnaldo Vassallo           | 1852-10-30            | 1906-08-10 1905       |          |       |                                                                    |
| Giovanni Fossati                 |                       | 1907                  |          |       |                                                                    |
| Anton Giulio Barrili             | 1836-12-14            | 1908-08-14            |          |       | Pantheon LXXI                                                      |
| Stefano Canzio                   | 1837-01-03            | 1909-01-14            |          |       | Pantheon LXX                                                       |
| Giovanni Battista Bozzo          | 1841-03-09            | 1909-11-05            |          |       |                                                                    |
| Giuseppe Fasce                   | 1848-10-16            | 1910-09-21            |          |       | Pantheon IX                                                        |
| Mario Malfettani                 | 1872                  | 1911                  |          |       |                                                                    |
| Giacomo Doria                    | 1840-11-01            | 1913-09-19            |          |       | Pantheon VIII                                                      |
| Giuseppe De Paoli                | 1885                  | 1913-10-11            |          |       |                                                                    |
| Antonietta Pozzoni               | 1846                  | 1914 1917-04-08       |          |       |                                                                    |
| Giovanni Scanzi                  | 1840                  | 1915-04-15            |          |       |                                                                    |
| Giovanni Bettolo                 | 1846-05-25            | 1916-04-07            |          |       | Pantheon LXVIII                                                    |
| Giovanni Battista Tassara        | 1841-06-24            | 1916-10-05            |          |       |                                                                    |
| Nicolò Garaventa                 | 1848-03-23            | 1917                  |          |       |                                                                    |
| Antonio Rota                     | 1842                  | 1917                  |          |       |                                                                    |
| Ceccardo Roccatagliata Ceccardi  | 1871-01-06            | 1919-08-03            |          |       |                                                                    |
| Luigi Mancinelli                 | 1848-02-05            | 1921-02-02            |          |       |                                                                    |
| Carlo Malinverni                 | 1885                  | 1922-01-09            |          |       |                                                                    |
| Achille Neri                     | 1842-09-26            | 1925-04-13            |          |       |                                                                    |
| Alberto Issel                    | 1848-06-03            | 1926-05-20            |          |       |                                                                    |
| Cesare Gamba                     | 1851-06-17            | 1927-08-19            |          |       |                                                                    |
| Paolo Emilio Bensa               | 1858-03-27            | 1928-01-17            |          |       | Pantheon LXIX                                                      |
| Enrico Alberto d'Albertis        | 1846-03-23            | 1932-03-03            |          |       |                                                                    |
| Joseph Mikulec                   | 1878-01-15            | 1933-05-08            |          |       |                                                                    |
| Oreste De Gaspari                | 1864-12-10            | 1933-11-12            |          |       |                                                                    |
| Giovanni Battista Egisto Sivelli | 1843-11-22            | 1934-11-01            |          |       |                                                                    |
| Ippolito Tito D'Aste             | 1844                  | 1935                  |          |       |                                                                    |
| Eugenio Baroni                   | 1880-03-27            | 1935-06-25            |          |       |                                                                    |
| Luigi Brizzolara                 | 1868-07-11            | 1937-04-11            |          |       |                                                                    |
| Rinaldo Piaggio                  | 1864-07-15            | 1938-01-15            |          |       |                                                                    |
| Edoardo Maragliano               | 1849-06-01            | 1940-03-10            |          |       | Pantheon X                                                         |
| Giuseppe Rensi                   | 1871-05-31            | 1941-02-14            |          |       |                                                                    |
| Domenico Monleone                | 1875-01-04            | 1942-01-15            |          |       | Pantheon XI                                                        |
| Ettore Bisagno                   | 1917-09-29            | 1942-06-21            |          |       |                                                                    |
| Nelson le Follet                 | 1869-05-14            | 1943-09-20            |          |       |                                                                    |
| Giacomo Cohen Da Silva           | 1875-04-18            | 1943-11-12            |          |       |                                                                    |
| Fëdor Andrianovič Poletaev       | 1909-05-14            | 1945-02-02            |          |       |                                                                    |
| Aldo Gastaldi                    | 1921-09-17            | 1945-05-21            |          |       | Pantheon LXV                                                       |
| Flavia Steno                     | 1877-06-26            | 1946-12-22            |          |       |                                                                    |
| Giovanni Monleone                | 1879-04-11            | 1947-01-30            |          |       |                                                                    |
| Gaetano Olivari                  | 1870                  | 1948                  |          |       |                                                                    |
| Pietro d'Acquarone               | 1890-04-09            | 1948-02-13            |          |       |                                                                    |
| Ottavio Barbieri                 | 1899-04-10            | 1949-12-28            |          |       |                                                                    |
| Leah L'Estrange Malone           | 1886                  | 1951-09-04            |          |       |                                                                    |
| Mario Cappello                   | 1895-01-13            | 1954-06-30            |          |       |                                                                    |
| George Davidson                  | 1865-09-06            | 1956-02-21            |          |       |                                                                    |
| Romolo Pergola                   | 1890                  | 1960                  |          |       |                                                                    |
| Federico Ricci                   | 1876-12-20            | 1963-11-15            |          |       | Pantheon XII                                                       |
| Enrico Piaggio                   | 1905-02-22            | 1965-10-16            |          |       |                                                                    |
| Gilberto Govi                    | 1885-10-22            | 1966-04-28            |          |       |                                                                    |
| Luigi Burlando                   | 1899-01-23            | 1967-12-12            |          |       |                                                                    |
| Vannuccio Faralli                | 1891-01-15            | 1968-12-31            |          |       |                                                                    |
| Francesco Tarabotto              | 1877                  | 1969                  |          |       |                                                                    |
| Giovanni Ansaldo                 | 1895-11-28            | 1969-09-01            |          |       |                                                                    |
| Leda Rafanelli                   | 1880-07-04            | 1971-09-13            |          |       |                                                                    |
| Antonio Acciai                   | 1924-02-09            | 1974-04-05            |          |       |                                                                    |
| Giuseppe Marzari                 | 1900-01-31            | 1974-06-04            |          |       |                                                                    |
| Francesco Coco                   | 1908-12-12            | 1976-06-08            |          |       |                                                                    |
| Luigi Cortese                    | 1899-11-19            | 1976-06-11            |          |       | Pantheon XIII                                                      |
| Guglielmina Setti                | 1892                  | 1977                  |          |       |                                                                    |
| Guido Rossa                      | 1934-12-01            | 1979-01-24            |          |       |                                                                    |
| Giovanni De Prà                  | 1900-06-28            | 1979-06-15            |          |       |                                                                    |
| Riccardo Mannerini               | 1927-10-28            | 1980-03-26            |          |       |                                                                    |
| Piero Panciarelli                | 1955-08-29            | 1980-03-28            |          |       |                                                                    |
| Giuseppe Ghiglione               | 1895                  | 1981-04-26            |          |       |                                                                    |
| Ferruccio Parri                  | 1890-01-19            | 1981-12-08            |          |       |                                                                    |
| Rina Gaioni                      | 1893                  | 1984-08-08            |          |       |                                                                    |
| Giuseppe De André                | 1912-09-15            | 1985-07-19            |          |       |                                                                    |
| Renzo Marignano                  | 1923-03-26            | 1987-11-25            |          |       |                                                                    |
| Aldo Trionfo                     | 1921-12-12 1921-02-10 | 1989-03-03 1989-02-06 |          |       |                                                                    |
| Renato de Barbieri               | 1920-11-05            | 1991-10-30            |          |       | Pantheon XIV                                                       |
| Colette Rosselli                 | 1911-05-25 1912-05-25 | 1996-03-09 1996-03-08 |          |       |                                                                    |
| Anna Maria Ortese                | 1914-06-13            | 1998-03-10            |          |       |                                                                    |
| Claudio Gora                     | 1913-07-27            | 1998-03-13            |          |       |                                                                    |
| Fabrizio De André                | 1940-02-18            | 1999-01-11            |          |       |                                                                    |
| Giovan Battista Carpi            | 1927-11-16            | 1999-03-08            |          |       |                                                                    |
| Federico Sirigu                  | 1925-11-17            | 1999-06-25            |          |       |                                                                    |
| Lorenzo Garaventa                | 1913                  | 1999-12-30            |          |       | Pantheon XVII                                                      |
| Alberto Erede                    | 1908-11-08            | 2001-04-09            |          |       | Pantheon LXVII                                                     |
| Vito Elio Petrucci               | 1923-04-27            | 2002-05-17            |          |       | Pantheon LXVI                                                      |
| Ivo Chiesa                       | 1921-04-20            | 2003-07-26            |          |       |                                                                    |
| Fabrizio Quattrocchi             | 1968-05-09            | 2004-04-14            |          |       |                                                                    |
| Margherita Carosio               | 1908-06-07 1908-06-04 | 2005-01-10            |          |       |                                                                    |
| Franco Diogene                   | 1947-10-20            | 2005-05-27 2005-05-28 |          |       |                                                                    |
| Grigory Mikhailovich Pertsev     | 1929-09-21            | 2005-10-27            |          |       |                                                                    |
| Emanuele Luzzati                 | 1921-06-03            | 2007-01-26            |          |       |                                                                    |
| Mario Tortul                     | 1931-02-25            | 2008-08-25            |          |       |                                                                    |
| Emilio Rossi                     | 1923-04-11            | 2008-12-04            |          |       |                                                                    |
| Beppe Quirici                    | 1954-02-25            | 2009-03-31            |          |       |                                                                    |
| Fernanda Pivano                  | 1917-07-18            | 2009-08-18            |          |       |                                                                    |
| Gian                             | 1936-07-30            | 2010-02-14            |          |       |                                                                    |
| Giannetto Fieschi                | 1921-06-10            | 2010-03-15            |          |       | Pantheon XVI                                                       |
| Edoardo Sanguineti               | 1930-12-09            | 2010-05-18            |          |       | Pantheon LXIV                                                      |
| Fulvio Cerofolini                | 1928-12-05            | 2011-05-24            |          |       | Pantheon XV                                                        |
| Piero Villaggio                  | 1933-01-01            | 2014-01-04            |          |       |                                                                    |
| Roberta Alloisio                 | 1964-02-12            | 2017-03-03            |          |       |                                                                    |
| Camillo Milli                    | 1929-08-01            | 2022-01-20            |          |       |                                                                    |